# برونلیستوک
برونلیستوک (به لاتین: Brünnelistock) یک کوه در سوئیس است که در کانتون گلاروس واقع شده‌است برونلیستوک ۲٬۱۳۳ متر بالاتر از سطح دریا واقع شده‌است.